# Bytová jednotka
Bytová jednotka nebo obytná jednotka je stavba, část stavby nebo bytový prostor, který je využíván jako domov (obydlí), bydliště nebo místo na spaní jednou nebo více osobami, které zde udržují společnou domácnost. Bytovou jednotku má nejen bytový dům, ale i rodinný dům.
Jednopokojová jednotka, pokud má vlastní koupelnu a kuchyň, je běžně označována jako studio, anebo v Severní Americe jako bedsitter, pokoj nebo SRO, pokud toto příslušenství nemá.
Pokud existuje podmínka institucionální příslušnosti nebo omezení ohledně toho, kdo může v budově bydlet, může být vhodnější název podniková ubytovna, služební byt, nebo zařízení pro skupinové ubytování (domov pro matky s dětmi, internát, ředitelská vila, byt školníka či lesmistra, hájovna, myslivna apod.).
Statistický úřad v Kanadě (Statistics Canada) zjišťuje počet soukromých obydlí v zemi při každém sčítání lidu, ty jsou pak známé jako „obytné jednotky“ a mohou se vztahovat stejně na dům jako na byt. V každodenní kanadské angličtině se pojem „jednotka“ používá jako zastřešující termín pro byt a kondominium.